# Spencer Fox
Spencer Fox (ur. 10 maja 1993 w Nowym Jorku) – amerykański aktor głosowy.

## Filmografia
- Iniemamocni (The Incredibles, 2004) jako Dash (głos)
- Air Buddies (2006) jako Mudbud
- Tydzień Kawalerski (The Groomsmen, 2006) jako Jack
- Rodzinka Robinsonów (Meet the Robinsons, 2007) jako różne głosy
- Neal Cassady (2007) jako Mickey Mature